# River Wid
River Wid är ett vattendrag i Storbritannien.   Det ligger i riksdelen England, i den sydöstra delen av landet, 50 km nordost om huvudstaden London.